# Торгова палата США

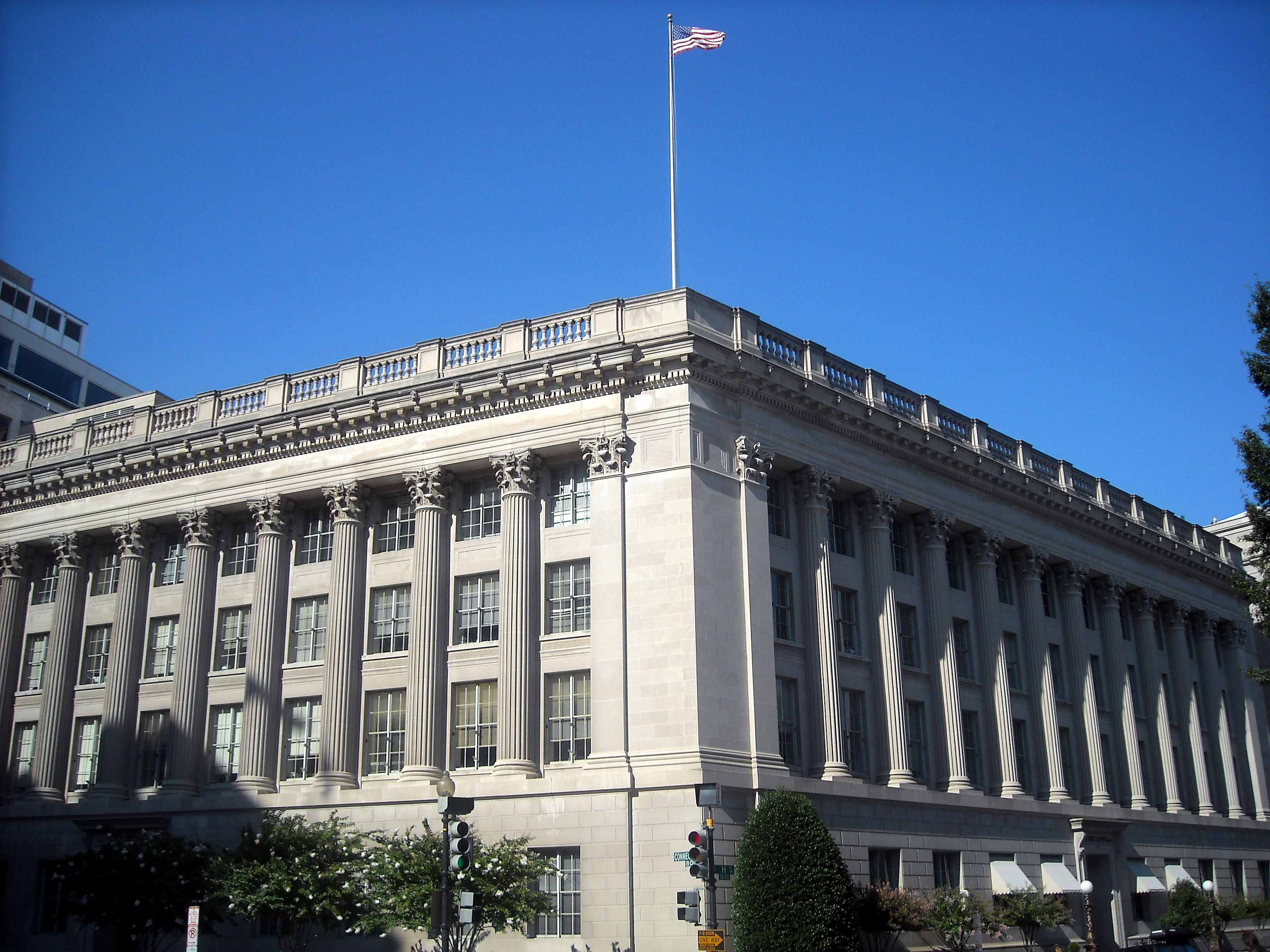
Штаб-квартира Торгової палати США у Вашингтоні.

Торгова палата США (англ. United States Chamber of Commerce, USCC) — найбільша у світі некомерційна лобістська організація, що представляє інтереси багатьох ділових і торгових організацій. Не є органом федерального уряду Сполучених Штатів.
Палата працює з політичними фахівцями, лобістами і адвокатами. Політично зазвичай вважається консервативною організацією. Підтримують кандидатів від Республіканської партії, хоча в декількох випадках, і консервативних демократів. Витрачає більше грошей на рік, ніж будь-яка інша лобістська організація у США.
Нинішнім президентом і генеральним директором Палати є Сюзанна П. Кларк. Раніше вона працювала в Палаті з 1997 по 2007 рік і повернулася в 2014 році, обіймаючи різні керівні посади, перш ніж була призначена першою жінкою-генеральним директором організації в лютому 2021 року.